# Cantonul Saint-Doulchard
Cantonul Saint-Doulchard este un canton din arondismentul Bourges, departamentul Cher, regiunea Centru, Franța.

## Comune
| Comune                  | Populație (1999) | Cod poștal | Cod INSEE |
| ----------------------- | ---------------- | ---------- | --------- |
| La Chapelle-Saint-Ursin | 3 193            | 18570      | 18050     |
| Marmagne                | 1 941            | 18500      | 18138     |
| Saint-Doulchard         | 9 018            | 18230      | 18205     |